# Рохас, Бенхамин (футболист)
Бенхамин Игнасио Рохас Феррера (исп. Benjamín Ignacio Rojas Ferrera; род. 1 марта 2001, Сантьяго) — чилийский футболист, защитник клуба «Палестино».

## Клубная карьера
Рохас — воспитанник клуба «Палестино». 8 ноября 2020 года в матче против «Универсидад Католика» он дебютировал в чилийской Примере. Летом 2021 года Рохас на правах аренды перешёл в «Барнечеа». 6 июня в матче против «Унион Сан-Фелипе» он дебютировал в чилийской Примере B. 24 августа в поединке против «Кобрелоа» Бенхамин забил свой первый гол за «Барнечеа». По окончании аренды игрок вернулся в «Палестино».